# Stantonia procera
Stantonia procera är en stekelart som beskrevs av Günther Enderlein 1920. Stantonia procera ingår i släktet Stantonia och familjen bracksteklar. Inga underarter finns listade i Catalogue of Life.